# Ultimate Kylie (DVD)
Ultimate Kylie es un DVD lanzado simultáneamente con la compilación Ultimate Kylie (2004) de Kylie Minogue, que contiene todos los videoclips de las canciones, sólo con la excepción de "Giving You Up". También contiene el desempeño de Minogue de "Can't Get Blue Monday Out of my Head" en Brit Awards 2002.

## Lista de canciones
1. "I Should Be So Lucky"
2. "Got To Be Certain"
3. "The Loco-Motion"
4. "Je Ne Sais Pas Pourquoi"
5. "Especially For You"
6. "Hand On Your Heart"
7. "Wouldn't Change a Thing"
8. "Never Too Late"
9. "Tears On My Pillow"
10. "Better the Devil You Know"
11. "Step Back In Time"
12. "What Do I Have to Do?" (7" Mix)
13. "Shocked"
14. "Give me Just a Little More Time"
15. "Celebration"
16. "Confide in Me"
17. "Put Yourself in my Place"
18. "Where the Wild Roses Grow"
19. "Did It Again"
20. "Breathe"
21. "Spinning Around"
22. "On a Night Like This"
23. "Kids"
24. "Please Stay"
25. "Can't Get You Out of My Head"
26. "In Your Eyes"
27. "Love at First Sight"
28. "Come Into My World"
29. "Slow"
30. "Red Blooded Woman"
31. "Chocolate"

### Material extra
1. "I Believe in You"
2. "Can't Get Blue Monday Out of My Head" (Live Brit Awards 2002)